# Charles Romley Alder Wright
Charles Romley Alder Wright (1844 – 25 de junho de 1894) foi um químico britânico. Foi a primeira pessoa a sintetizar a heroína, em 1874.

## Vida profissional
Charles Romley Alder Wright foi um dos membros fundadores do Real Instituto de Química da Grã-Bretanha e Irlanda. Serviu como o primeiro tesoureiro de 1877 a 1884 e foi fundamental na criação do instituto.

## Descoberta da heroína
Na busca da descoberta de uma substância alternativa à morfina que não causasse dependência, Alder Wright levou a cabo um conjunto de experiências onde combinava morfina com diversos ácidos. Ferveu alcalóide de anidro de morfina com anidrido acético em um forno durante várias horas e produziu uma forma mais potente, que hoje damos o nome de heroína.

## Marketing diacetylmorphine
Heinrich Dreser, um químico dos laboratórios Bayer continuou a testar a heroína e a Bayer comercializou-a como um analgésico e "sedativo para tosses e constipações" em 1888. Quando ficou reconhecido que esta substância provocava dependência, a Bayer cessou a sua produção em 1913.